# Олійник Ігор В'ячеславович
Олійник Ігор В'ячеславович (* 31 липня 1996, Київ) — український військовослужбовець та спортсмен.

## Біографія
Народився 31 липня 1996 року у Києві. Середню освіту отримав у спеціалізованій школі з поглибленим вивченням англійської мови № 159. Після закінчення школи вступив до Київського політехнічного інституту на спеціальність «інженерна механіка».
2022 року приєднався до лав Збройних Сил України, де проходив службу у 67-й ОМБР. У червні 2023 року отримав поранення після ворожого обстрілу поблизу Сіверська Донецької області, внаслідок чого втратив око і частину руки.
У лютому 2025 року взяв участь у Іграх нескорених в якості учасника збірної України, де здобув 6 медалей у дисциплінах з плавання та сноуборду, ставши одним з найтитулованіших спортсменів від збірної України.